# Musée des Beaux-Arts de Göteborg
Le musée des Beaux-Arts de Göteborg (en suédois : Göteborgs konstmuseum) est un musée à Göteborg (Suède). Il possède la plus importante collection d'art scandinave des années 1880 et 1890 en Suède.
Le bâtiment a été construit par Sigfrid Ericson (sv) (1879–1958) et Arvid Bjerke (sv) (1880–1952) de 1919 à 1923 pour les 300 ans de la ville.
Il est situé à Götaplatsen, au bout de Kungsportsavenyn qu'il domine grâce son emplacement en hauteur sur une colline.
Des expositions de photographies sont visibles dans le Centre Hasselblad.

## Collections
- peintres scandinaves : Ivar Arosenius, Albert Edelfelt, Karl Isakson (sv), Ernst Josephson, Leif Knudsen, Peder Severin Krøyer, Carl Larsson, Edvard Munch, Sofie Ribbing (sv), Anders Zorn...
- sculptures : Per Hasselberg, Carl Milles, Henry Moore, Auguste Rodin, Johan Tobias Sergel,...

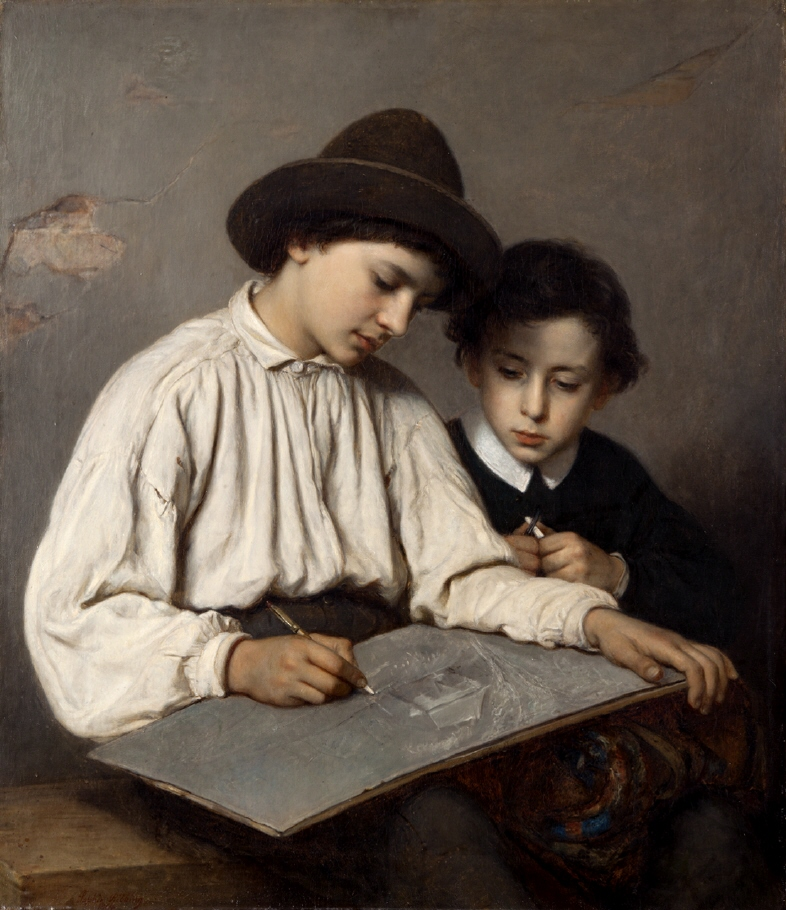
Sofie Ribbing, Garçons en train de dessiner, 1864.
Peder Severin Krøyer, Hip, Hip, Hurrah!, 1888.
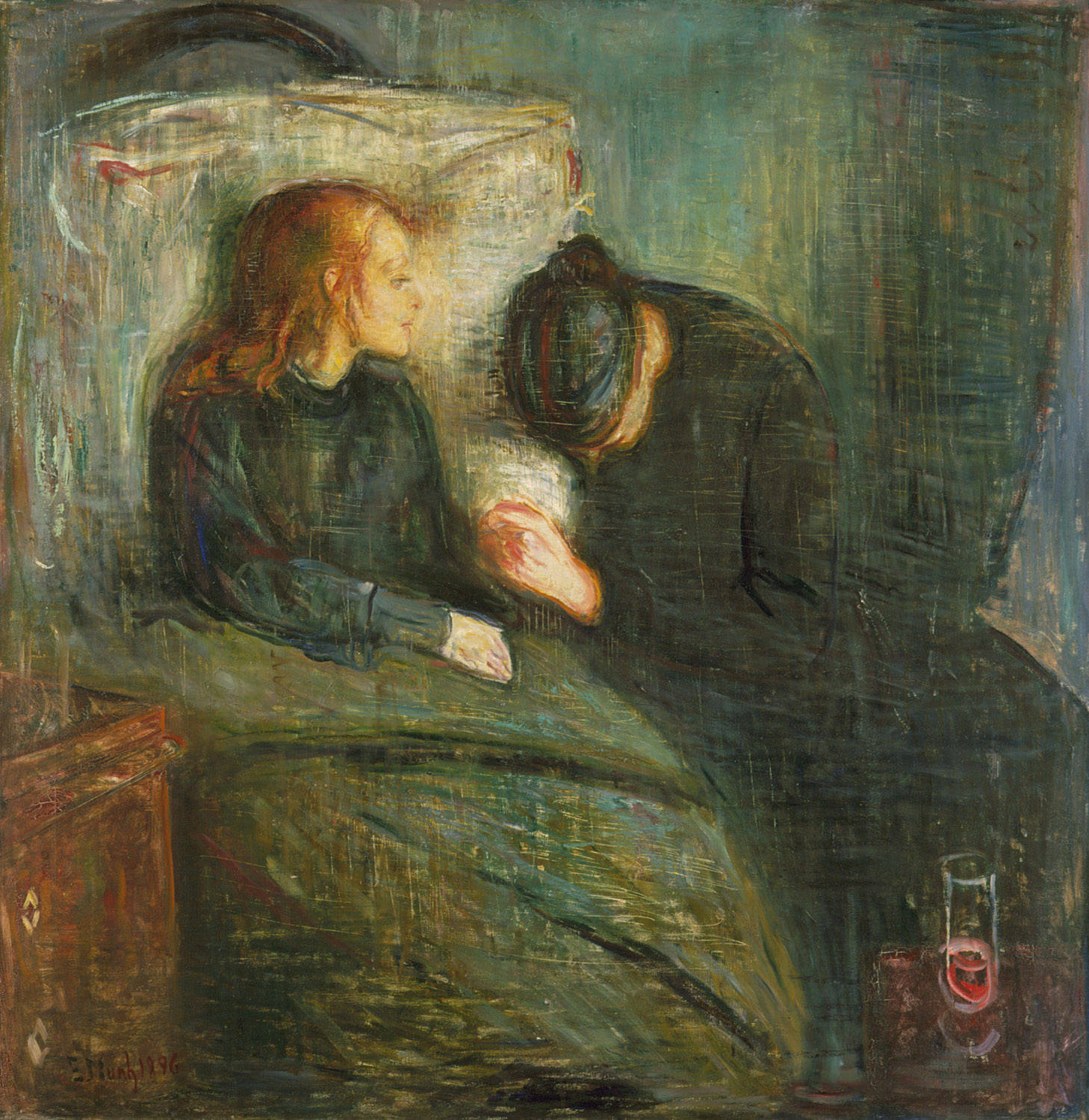
Edvard Munch, L'Enfant malade, 1896.